# 미카사 (전함)
미카사(三笠)는 일본 제국 해군의 전함으로 시키시마급 전함 4번함이다. 나라현에 있는 미카사 산의 이름을 따서 명명했다. 동급함으로 시키시마, 아사히, 하쓰세가 있다. 1904년부터 러일 전쟁에서 연합함대의 기함으로 활약했다. 연합함대 사령관 도고 헤이하치로 대장이 탑승했다. 현재는 가나가와현 요코스카의 미카사 공원에 기념함으로 보존되어 있다.

## 역사

### 건조
청일전쟁 후, 러시아 제국에 대항하기 위해 일본 제국 해군은 군비를 확충한다. 그 중심에 66 함대 계획(전함을 6척, 장갑순양함을 6척 배치한다는 계획)의 일환으로 미카사를 영국에 주문하였다.
계획 실현에는 막대한 자금이 필요하였다. 청일전쟁 이전부터 계속된 해군의 구조조정을 통한 필사의 노력에도 불구하고 해군 예산이 바닥을 보여 완성시키기 위해서는 헌법 위반인 예산의 불법유용 밖에 길이 남아 있지 않았다. 결국 예산의 불법 유용하여 미카사가 완성되었다.
미카사는 66함대계획의 마지막 함정으로 영국의 비커스 사에 발주되었다. 1899년 1월 24일 배로인퍼니스(Barrow-in-Furness) 조선소에서 기공, 1900년 11월 8일 진수되었다. 1902년 1월 15일부터 1월 20일까지 공식적 시험운행을 하여, 3월1일 사우샘프턴에서 일본 해군에 인도되었다. 건조 비용은 선체가 88만 파운드, 무장이 32만 파운드였다.
3월 13일, 영국 플리머스를 출항 수에즈 운하를 경유해 5월18일 요코스카에 도착했다. 초대 함장은 하야자키 겐고 대령이었다. 요코스카에서 정비후 6월 23일에 출항하여, 7월 17일 교토부 마이츠루에 도착했다.

### 전투이력
1903년 12월 28일, 미카사는 연합함대 기함이 되었다. 1904년 2월 6일부터 러일전쟁에 참가하여, 8월 10일에 황해 해전에 참가했다. 12월 28일, 구레 항에 입항, 수리를 받고, 1905년 2월 14일 구레를 떠나, 에다지마, 사세보를 경유하여 21일 한반도의 진해만에 진출하였다. 이후 진해만을 거점으로 훈련을 하였고, 5월 27일, 28일에는 쓰시마 해전에서 러시아 제국 해군의 발틱 함대와 교전을 벌였다. 이 해전에서 미카사는 113명의 사상자를 낸다.
러일 전쟁이 끝난 직후인 1905년 9월 11일에 사세보 항에서 탄약고의 폭발사고로 인해 침몰하였다. 이 사고로 339명의 전사자가 나왔다. 탄약고 앞에서 당시 수병들 사이에 유행했던 “신호용 알코올에 불 붙인 후, 불어 끈후 냄새를 날려 마신다”는 위험한 장난 도중에, 불이 잘못 붙은 세면기가 원인이었다는 설과, 시모세 화약의 변질이 원인이었다는 설이 있다. 사고 당시, 도고 헤이하치로는 상륙해 있어 부상을 피할 수 있었다. 또 함대 군악대에 부임하고이었던 세토구치 도키치 역시 사고 당시 상륙 중이어서 사고를 피했지만, 군악대 대부분이 사고로 순직했다. 이 폭발 침몰 사고는 아키야마 사네유키가 종교 연구에 몰두하는 한 요인이 되었다고 한다.

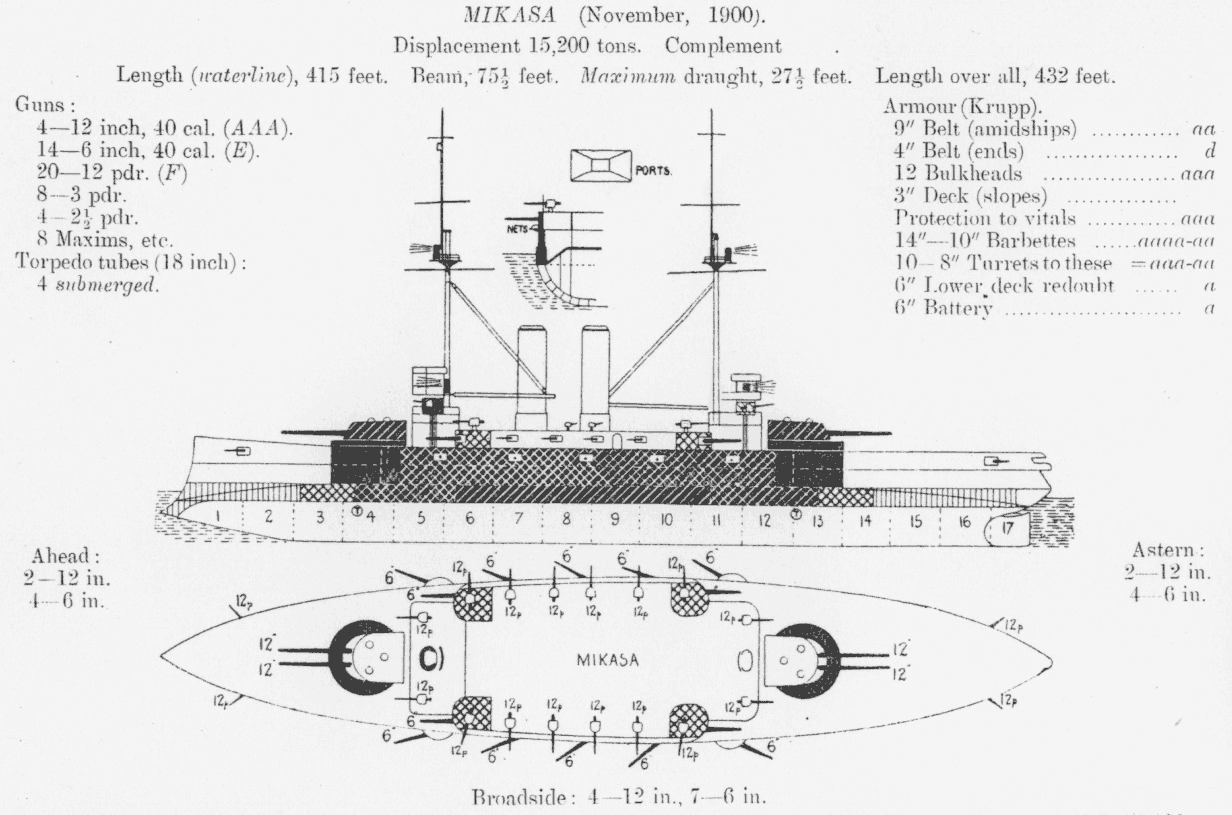
1906년판 제인해군연감 수록

10월 23일 해군 개선식은 전함 시키시마가 미카사에 대신해 기함이 되었다. 미카사는 예비함이 되어 1906년 8월 8일 인양하여 사세보 해군 공창에서 수리되어, 1908년 4월 24일 제1함대 기함으로서 현역에 복귀했다.
1914년 8월 23일 제1차 세계 대전에 참전하면서, 전쟁 초기에 미카사는 동해의 경계 활동에 투입되었다. 이후 1918년부터 1921년까지는 세계 대전 중에 탄생한 사회주의 소비에트 연방을 동쪽에서 견제한 시베리아 출병 지원에 참가하였다. (참가 전에 방한 공사가 되었고, 비행기도 임시로 탑재도 이뤄졌다.)
1921년 함정 분류시 일등해방함이 되었지만, 9월 16일 블라디보스톡항 밖에서 짙은 안개 속에서 항행 중 좌초된다. 암초에서 이탈한 후 블라디보스톡에서 도크에 들어가 수리를 받은 후 11월 3일 마이쯔루로 돌아온다.

### 기념함

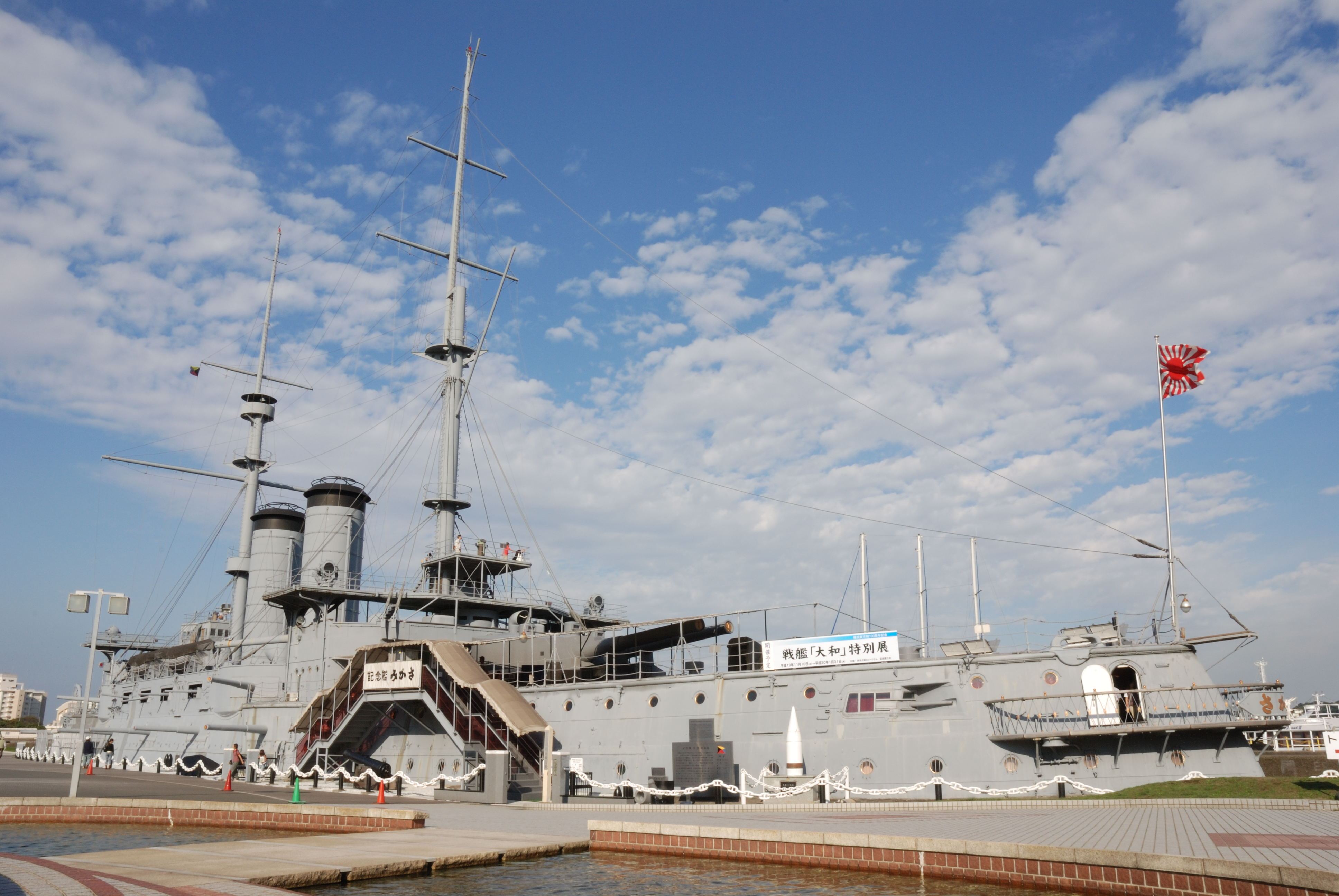
미카사공원에 보존되어있는 전함 미카사

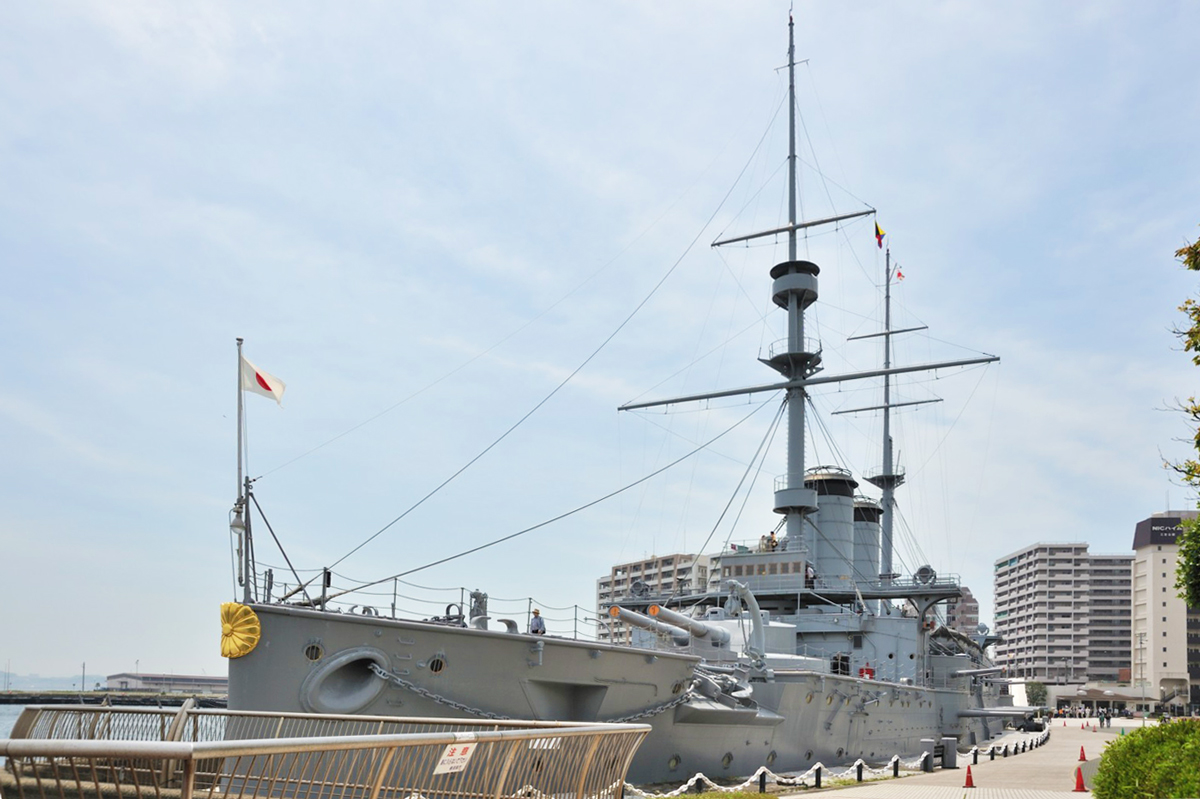
앞에서부터 바라본 미카사

워싱턴 해군 군축 조약에 의해 미카사는 폐함이 결정된다. 1923년 9월 1일에는 관동대지진으로 해안에 충돌하여, 침수되어 9월 20일에 제국 해군으로부터 퇴역을 한다. 군축조약에 의한 폐함 후에는 해체가 예정되어 있었으나, 국민들의 사랑을 받았던 미카사 보존운동이 일어나, 현역으로 복귀할 수 없는 상태로 보존한다는 조건으로 특별히 인정을 받아 1925년 1월에 ‘기념함’으로서 요코스카에 보존시키기로 결정했다. 같은 해 6월 18일에 보존을 위한 공사가 시작되어, 11월 10일에 공사가 끝났고, 11월 12일에 보존식이 거행되었다.
제2차 세계 대전 패전 후, 연합군이 일본을 점령했던 시기에 소련으로부터의 철거 요구를 받았지만, 미국 군인을 위한 오락시설을 설치하여 ‘캬바레’가 함상에 운영되었다. 이 배의 무기나 상부 구조물은 모두 철거되었고, 철거 가능한 금속류는 대부분이 가스 절단으로 제거되었고, 티크 목재의 갑판도 벗겨져 황폐해 졌다.
이런 상태를 본 영국인 죤 루빈이 영자지 저팬타임즈에 투고하여 큰 반향을 일으켰고, 미국 해군은 체스터 니미츠 제독의 찬성으로 복원운동이 일어나 ‘기념함 미카사’로 정비되었다.

## 역대함장
- 하야자키 켄고(早崎源吾) 대령: 1901년 5월1일 - 1903년 1월12일
- 이지치 히코지로(伊地知彦次郎) 대령: 1903년 9월26일 - 1905년 9월29일
- 야마모토 에이스케(山本英輔) 대령: 1918년 7월5일 - 1919년 6월4일
- 야스미 사부로(八角三郎) 대령: 1922년 5월30일 - 9월8일
- 타무라 히로아키(田村丕顕) 대령: 1922년 11월10일 - 1923년 9월1일

## 제원
- 속력：18노트（시속약33km）
- 장비
  - 주포：40구경장 30cm포 4문
  - 부포：40구경장 15cm포 14문
  - 보조포：40구경장
  - 7.6cm포 20문
  - 어뢰발사관：4문（수면하에 장비）
  - 충각
- 방어력

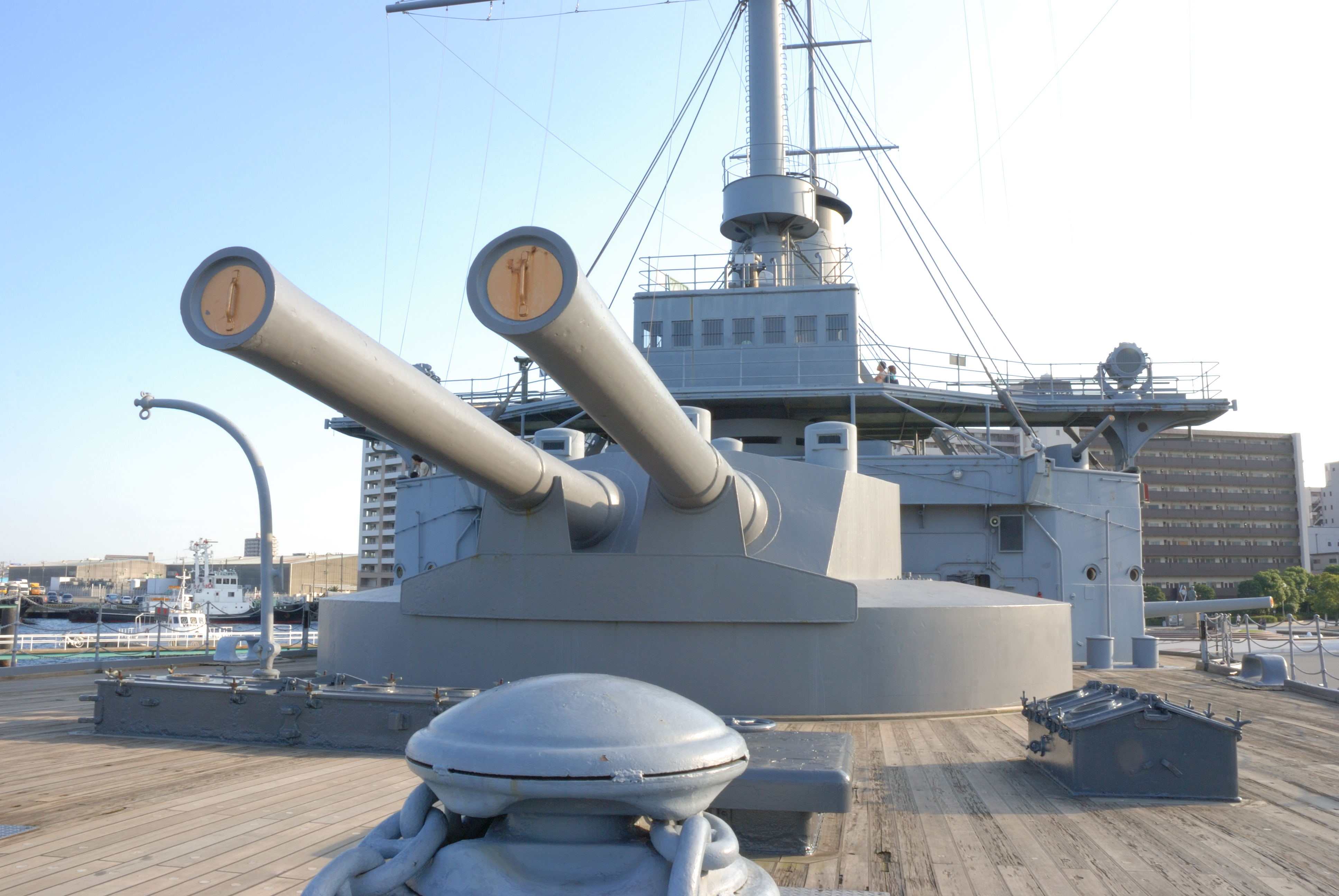
전함 미카사의 주포

  - 압도적인 화력의 충실히 갖추고, 장갑판에 크루프강을 사용하여 당시로는 세계 최고 수준의 방어력을 실현하였다. 일본 군함은 미카사 이후, 그 선폭이 수에즈 운하를 통과할 수 없게 되었고, 거기에 맞춰 러시아로서도 수에즈를 통과할 수 없는 크기의 큰 전함을 보내지 않으면 안되었다. 이것이 발틱 함대가 수에즈 운하를 통해 바로 오지 못하고, 희망봉을 돌아 장거리 항행을 한 이유 중 하나였다.
- 통신능력
  - 당시 최신예였던 36식무선전신기를 장비했다. 그 통신 능력은 쓰시마 해전에서 유용하게 사용되었다.

## 참고 문헌
- 泉江三『軍艦メカニズム図鑑-日本の戦艦 上』グランプリ出版、2001년, ISBN 4-87687-221-X